# Chauncey H. Browning Jr.
Chauncey Hoyt Browning Jr. (Charleston, 21 de novembro de 1934 - Charleston, 1 de janeiro de 2010) foi um advogado e político estadunidense do Partido Democrata da Virgínia Ocidental. Ele foi eleito quatro vezes como procurador-geral da Virgínia Ocidental, servindo de 1969 a 1985.
Browning nasceu em Charleston em 1934, filho de Chauncey Browning Sr. e Evelyn Mahone Browning. Ele recebeu seu diploma de Bachelor of Arts (Bacharel em Artes) pela West Virginia University em 1956. Ele frequentou a Faculdade de Direito da West Virginia University, servindo como editor-chefe da West Virginia Law Review, recebendo seu diploma de direito em 1958. Após a formatura, Browning serviu como assistente jurídico do juiz Benjamin Franklin Moore, do Tribunal Distrital dos Estados Unidos para o Distrito Sul da Virgínia Ocidental. Ele se envolveu na prática da lei em Charleston e, posteriormente, atuou como Comissário estadual de Instituições Públicas.
Browning foi eleito procurador-geral em 1968 e reeleito em 1972, 1976 e 1980. Ele foi o primeiro procurador-geral a cumprir quatro mandatos na história da Virgínia Ocidental. Ele também é o único procurador-geral da Virgínia Ocidental a ter servido como presidente da Associação Nacional de Procuradores-Gerais.
Durante seu mandato, Browning estabeleceu a Divisão de Proteção ao Consumidor e revisou as leis, regras e regulamentos ambientais e de recursos naturais. Também durante sua gestão, a Virgínia Ocidental processou a Pittston Coal Company por $ 100 milhões em danos pela inundação de Buffalo Creek em 26 de fevereiro de 1972. O governador Arch A. Moore Jr. mais tarde resolveu o processo por US $ 1 milhão.
Browning não buscou a reeleição em 1984, mas concorreu a governador e perdeu uma disputada primária de três vias e deixou o cargo em janeiro de 1985. Ele voltou ao seu consultório particular e se aposentou em 2008. Browning morreu em 1º de janeiro de 2010, no Charleston Area Medical Center com 75 anos.